# Christian Steyer
Christian Steyer (* 6. Dezember 1946 in Falkenstein, Vogtland, Sachsen) ist ein deutscher Schauspieler, Synchronsprecher, Musiker, Filmkomponist und Chorleiter des Berliner Solistenchors.

## Leben
Steyer wuchs als Sohn eines Pfarrers in Meißen und bei Grimma auf. Bereits als Kind spielte er Klavier und Orgel und erhielt Musikunterricht von seinem Vater, zudem sang er im Meißener Domchor. Mit dreizehn Jahren kam er in die Kinderförderklasse der Leipziger Musikhochschule.
Von 1965 bis 1970 studierte er Musik mit dem Hauptfach Klavier in Leipzig und Dresden bei Amadeus Webersinke; von 1970 bis 1972 absolvierte er ein Studium an der Staatlichen Schauspielschule Berlin, das er mit der Bühnenreifeprüfung abschloss. Ab 1972 arbeitete er als freischaffender Schauspieler, Sänger, Pianist und Komponist. Von 1973 bis 1978 war er Keyboarder und organisatorischer Leiter der Gruppe ETC., die sowohl als Studio- als auch Live-Band für Frank Schöbel tätig war. Danach widmete er sich nur noch der Schauspielerei und der Komposition von Filmmusiken.
Seine erste Filmrolle spielte er 1972 in Es ist eine alte Geschichte; 1973 war er in Die Legende von Paul und Paula zu sehen. 1974 komponierte Steyer seine erste Filmmusik für den Kinderfilm Der Untergang der Emma; seitdem schuf er zahlreiche Kompositionen für Film, Fernsehen und Theater.
Auch nach der deutschen Wiedervereinigung blieb Steyer als Schauspieler und als Film- und Fernsehkomponist erfolgreich. Seit 1993 ist er Lehrbeauftragter für Präsentation, Schauspiel und Sprecherziehung – zunächst an der Hochschule für Musik „Hanns Eisler“ Berlin, seit 2005 am Jazz-Institut Berlin.
Im Jahr 1999 gründete Steyer in Berlin den StudentenJazzChor, der von ihm geleitet wird und seitdem regelmäßig den von Steyer erarbeiteten Liederzyklus Alte Weihnachtslieder Neu aufführt. Im Jahr 2010 folgte die erste gesamtdeutsche Tournee – nun als Berliner Solistenchor. Ende 2019 konnten Steyer und sein Team nach mehr als 150 Konzerten und der Veröffentlichung einer Live-Doppel-CD das 20-jährige Chorjubiläum begehen.
Seit 2003 ist er Off-Sprecher der Doku-Soap Elefant, Tiger & Co. im Mitteldeutschen Rundfunk. Für seine Musik zum Kinder- und Jugendfilm Die Blindgänger wurde er beim Festival Goldener Spatz 2005 mit dem Goldenen Spatzenfuß für die beste Filmmusik ausgezeichnet.
Steyer lebt in Berlin.

## Filmografie (Auswahl)

### Schauspieler
- 1972: Es ist eine alte Geschichte
- 1973: Die Legende von Paul und Paula
- 1973/1990: Die Taube auf dem Dach
- 1974: Für die Liebe noch zu mager?
- 1974: Polizeiruf 110: Konzert für einen Außenseiter (Fernsehreihe)
- 1976: Polizeiruf 110: Eine fast perfekte Sache
- 1977: Schach von Wuthenow (Fernsehfilm)
- 1977: Polizeiruf 110: Ein unbequemer Zeuge
- 1978: Nach Jahr und Tag
- 1979: Polizeiruf 110: Am Abgrund
- 1980: Gevatter Tod
- 1980: Unser kurzes Leben
- 1980: Johann Sebastian Bachs vergebliche Reise in den Ruhm
- 1980: Solo für Martina (Fernsehfilm)
- 1981: Bürgschaft für ein Jahr
- 1981: Zwei Freunde in Preußen (Fernsehfilm)
- 1982: Melanie van der Straaten (Fernsehfilm)
- 1983: Film-Salabim
- 1984: Die vertauschte Königin
- 1985: Außenseiter
- 1986: Blonder Tango
- 1986: Fahrschule
- 1986: Der Traum vom Elch
- 1988: Die Schauspielerin
- 1989: Der Magdalenenbaum
- 1991: Polizeiruf 110: Big Band Time
- 1992: Unser Lehrer Doktor Specht (Fernsehserie)
- 1994: Die Gerichtsreporterin, Episode: Wer zu spät kommt (Fernsehserie)
- 1994: Liebling Kreuzberg, Episode: Weiche Landung (Fernsehserie)
- 1995: Zu Fuß und ohne Geld
- 1995: Polizeiruf 110: Alte Freunde
- 1997: Laßt meine Frau am Leben!
- 1999: Drei Gauner, ein Baby und die Liebe
- 1999: Polizeiruf 110: Sumpf
- 2000: Sono
- 2001: Drei Stern Rot
- 2001: Die Cleveren, Episode: Der Todesengel (Fernsehserie)
- 2002: Nicht Fisch Nicht Fleisch
- 2006: Die Könige der Nutzholzgewinnung
- 2006: Hänsel und Gretel (Sprecher)
- 2006: SOKO Wismar, Episode Seitenwechsel (Fernsehserie)
- 2007: Hände weg von Mississippi
- 2008: In aller Freundschaft, Episode: Drogen, Sex und Rock'n'Roll (Fernsehserie)
- 2008: Grenze
- 2008: Im Namen des Gesetzes, Episode: Schulzeit (Fernsehserie)
- 2009: SOKO Leipzig, Episode: Herbststurm (Fernsehserie)
- 2011, 2012: Danni Lowinski (Fernsehserie, zwei Folgen)
- 2012: Die Abenteuer des Huck Finn
- 2012: Zwei Leben
- 2013: Die kleine Meerjungfrau
- 2013: Art Girls
- 2015: Ich und Kaminski
- 2017–2020: Dark (Fernsehserie, 10 Episoden)
- 2019: Der Bulle und das Biest (Fernsehserie, eine Folge)
- 2021: Army of Thieves
- 2021: Der Usedom-Krimi: Der lange Abschied
- 2025: Praxis mit Meerblick: Verlobung mit Hindernissen

### Filmmusik
- 1974: Der Untergang der Emma
- 1976: Polizeiruf 110: Eine fast perfekte Sache (Fernsehreihe)
- 1977: Schach von Wuthenow (Fernsehfilm)
- 1977: Polizeiruf 110: Ein unbequemer Zeuge
- 1978: Nach Jahr und Tag
- 1978: Rotschlipse
- 1981: Als Unku Edes Freundin war
- 1981: Der Spiegel des großen Magus
- 1982: Das Konzert
- 1982: Sabine Kleist, 7 Jahre…
- 1983: Erscheinen Pflicht
- 1983: Taubenjule
- 1984: Die vertauschte Königin
- 1986: Jan auf der Zille
- 1989: Verbotene Liebe
- 1991: Trutz
- 1992: Jana und Jan
- 1992: Kinderspiele
- 1992: Tatort:  Ein Fall für Ehrlicher (Fernsehreihe)
- 1992: Tatort: Tod aus der Vergangenheit
- 1995: Die Vergebung
- 1996: Zugvögel … Einmal nach Inari
- 1997: Das Leben ist eine Baustelle
- 2000: Stundenhotel
- 2001: Handstand
- 2004: Aus Liebe zum Volk
- 2004: Die Blindgänger
- 2005: Playa del Futuro
- 2005: Zu wenig Zucker

## Hörspiele/Hörbücher
- 1973: Hans Christian Andersen: Die wilden Schwäne / Der Schweinehirt (Musik, auch Leitung Instrumentalgruppe) – Regie: Edgar Kaufmann, Barbara Plensat (Kinderhörspiel – Litera)
- 1976: Rudolf Braune: Das Mädchen an der Orga Privat (Braune) – Regie: Barbara Plensat (Rundfunk der DDR)
- 1978: Alexander Puschkin: Märchen vom Zaren Saltan (Musik, auch alle Instrumente) – Regie: Dieter Scharfenberg (Kinderhörspiel – Litera)
- 1979: Leonid Solowjow: Nasreddin in Buchara (Musik, auch Gesang) – Regie: Dieter Scharfenberg (Kinderhörspiel – Litera)
- 1981: Joachim Priewe: Heinrich Vogeler (Sprecher) – Regie: Barbara Plensat (Biographie – Rundfunk der DDR)
- 1982: Brüder Grimm: Das singende springende Löweneckerchen (Wind, auch Musik sowie alle Instrumente) – Regie: Jürgen Schmidt (Kinderhörspiel – Litera)
- 1983: Hans Christian Andersen: Die Schneekönigin (Musik, auch alle Instrumente) – Regie: Rainer Schwarz (Kinderhörspiel – Litera)
- 1985: Horst Hawemann: Die Katze, die immer nur ihre eigenen Wege ging (Musik, auch alle Instrumente) – Regie: Barbara Plensat (Kinderhörspiel frei nach Motiven von Rudyard Kipling – Litera)
- 1986: Wilhelm Hauff: Das kalte Herz (Musik, auch alle Instrumente) – Regie: Rainer Schwarz (Kinderhörspiel – Litera)
- 1987: Fred Rodrian: Weihnachtsgeschichten (Musik) – Regie: Karin Lorenz (Kinderhörspiel – Litera)
- 1997: Irmgard Keun: Gilgi, eine von uns (Martin) – Regie: Barbara Plensat (Hörspiel – NDR)
- 2017: Megumi Iwasa: Viele Grüße, Deine Giraffe (Erzähler) – Regie: Dirk Kauffels (Hörspiel), Sauerländer audio, ISBN 978-3-8398-4900-2
- 2018: Megumi Iwasa: Viele Grüße vom Kap der Wale (Erzähler) – Regie: Dirk Kauffels (Hörspiel), Sauerländer audio, ISBN 978-3-8398-4921-7 (ausgezeichnet mit der hr2-Hörbuchbestenliste)
- 2018: Peter Hacks: Das musikalische Nashorn und andere Tiergeschichten. Eulenspiegel, Berlin 2018, ISBN 978-3-359-01141-5.
- 2019: Megumi Iwasa: Viele Grüße von der Seehundinsel (Erzähler) – Regie: Dirk Kauffels (Hörspiel), Sauerländer audio, ISBN 978-3-8398-4955-2
- 2019: Dass sie mich liebt, das sagt sie nicht – Liebesgedichte von Peter Hacks. Eulenspiegel, Berlin 2019, ISBN 978-3-359-01169-9.
- 2021: Paul Bright, Gillian Lobel, Elizabeth Bagueley: Der ganze Wald freut sich auf Weihnachten – Regie: Dirk Kauffels (Hörspiel), Sauerländer audio, ISBN 978-3-8398-4993-4.
- 2023: Digitaler Tiergartenrundgang des Tiergartens Falkenstein/Vogtland

## Berliner Solistenchor
- Christian Steyer & Der Berliner Solistenchor: „alte WEIHNACHTSLIEDER neu“ (live). Mit Almut Kühne, Jelena Kuljic, Jennifer Kothe, Maria Helmin, Sonja Kandels, Hagen Möbius u. v. m. Album mit 2 CDs und Booklet (28 Seiten), Label: Colita/SechzehnZehn·Jazz, Veröffentlichung: 27. November 2015[5]